# Andrij Peschko

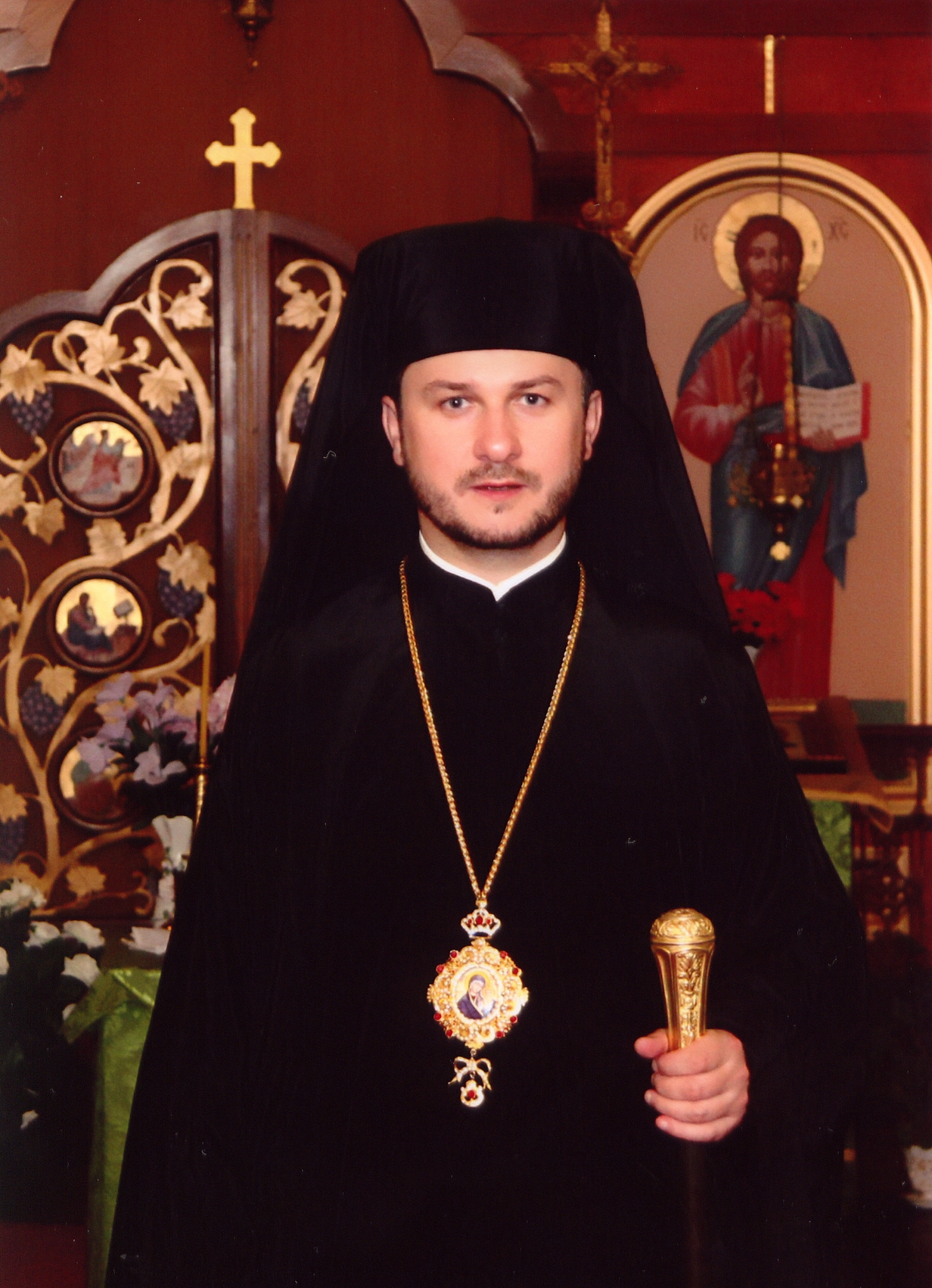
Bischof Andriy

Bischof Andriy (bürgerlicher Name Bohdan Peschko; * 27. April 1972 in Lemberg, Ukrainische SSR) ist Titularbischof von Krateia und seit 2008 Bischof von Saskatoon der dem ökumenischen Patriarchat von Konstantinopel unterstehenden Ukrainian Orthodox Church of the Canada (UOCC). Er hat seinen Sitz in Winnipeg.

## Leben
Bischof Andrij wurde 1972 unter dem bürgerlichen Namen Bohdan Peschko in Lwow (Lwiw) geboren. Im Jahr 1989 begann er die Ausbildung zum Priester am Priesterseminar in St. Petersburg, die er im Jahr 1993 beendete. Von 1994 bis 1995 studierte er am Christus-Erlöser-Seminar der Karpatho-Ruthenischen Kirche in Pennsylvania, USA, die zum Ökumenischen Patriarchat gehört. Von 1995 bis 1999 studierte er an der Kiewer Geistlichen Akademie, die er mit dem Titel Kandidat der Theologie abschloss.
Am 8. April 2001 weihte ihn Erzbischof Vsevolod (Majdanskij) zum Diakon, und am 29. September 2003 wurde er zum Protodiakon erhoben. Am 21. September 2005 legte Protodiakon Bohdan das Mönchsgelübde ab und erhielt den Namen Andrij. Am 25. September 2005 weihte Erzbischof Vsevolod Erzdiakon Andrij zum Priester. Am 22. Oktober 2005 wurde er in London durch den Sobor der Ukrainischen Autokephalen Orthodoxen Kirche in der Diaspora zum Bischof von London und Westeuropa gewählt und zum Archimandriten erhoben.
Am 13. Dezember 2005 wurde Archimandrit Andrij in der St. Volodymyr Cathedral in Chicago zum Bischof geweiht. Die Weihe vollzog Metropolit Constantine (Buggan) zusammen mit den Erzbischöfen Wsewolod (Majdanski) von Scopelos, Antonij (Scharba) und Jurij (Kalistchuk).
Am 12. Februar 2006 fand in London, wo sich der Amtssitz des Bischofs von London und Westeuropa (Ukrainian Orthodox Eparchy of Western Europe, Australia, and New Zealand) befindet, seine Inthronisation statt.
Im August 2008 wurde er Bischof von Sakatoon und Vikar der Zentralen Diözese der Ukrainischen Orthodoxen Kirche von Kanada.